# LZ Большой Медведицы
LZ Большой Медведицы (лат. LZ Ursae Majoris), HD 93811 — двойная звезда в созвездии Большой Медведицы на расстоянии приблизительно 87,2 световых лет (около 26,7 парсеков) от Солнца. Видимая звёздная величина звезды — от +8,33m до +8,31m.

## Характеристики
Первый компонент — жёлтый карлик, вращающаяся переменная звезда типа BY Дракона (BY) спектрального класса G5V. Эффективная температура — около 5083 К.